# Tongmenghui
El Tongmenghui de China fue una sociedad secreta y un movimiento de resistencia clandestino chino fundado por Sun Yat-sen, Song Jiaoren y otros en Tokio, Imperio del Japón, el 20 de agosto de 1905. Se formó a partir de la fusión de múltiples grupos revolucionarios chinos a finales de la dinastía Qing.

## Historia

### Era revolucionaria

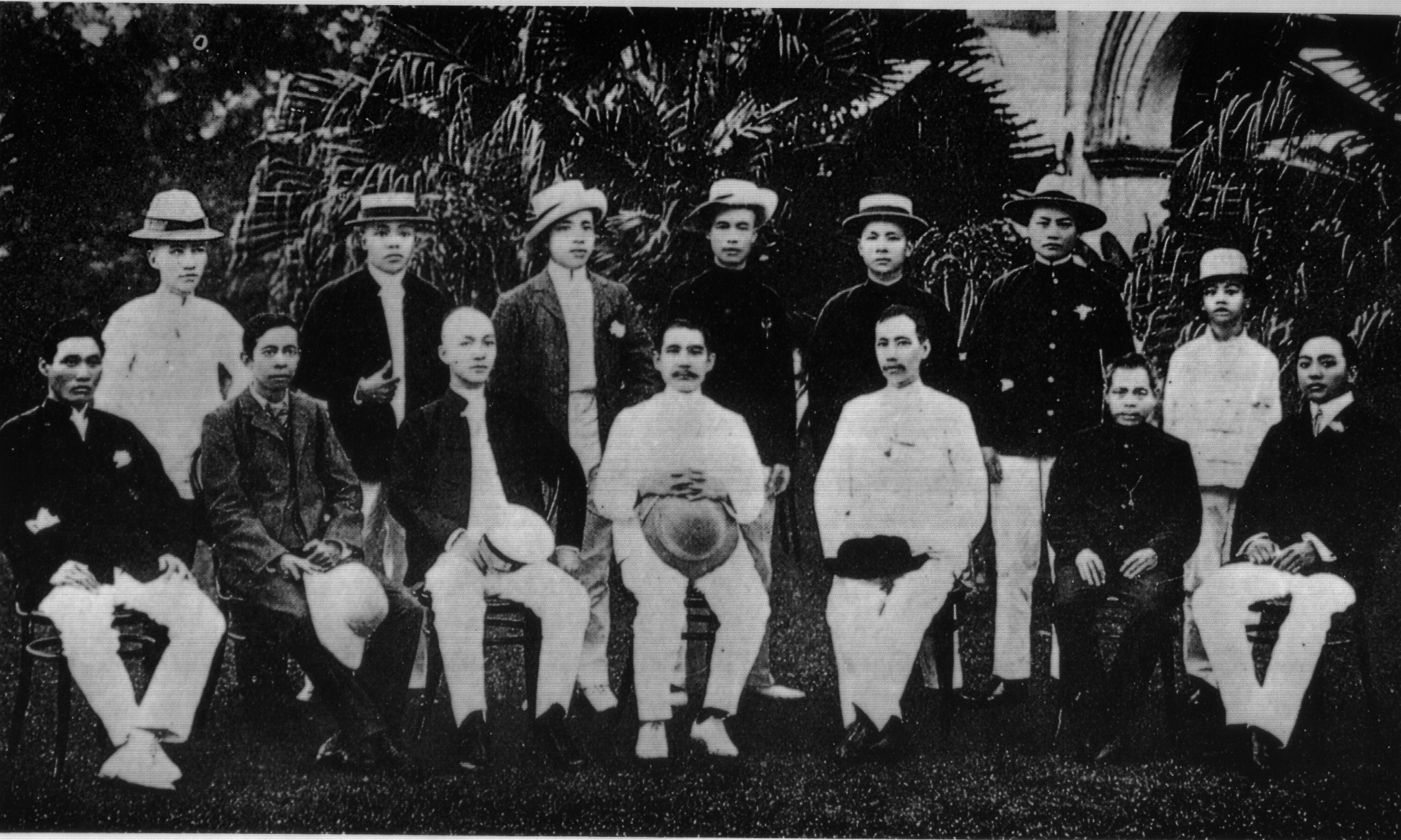
Sun Yat-sen junto a varios miembros de la sucursal en Singapur del Tongmenghui. Primera fila desde la izquierda: Lin Ganting, Zhang Yongfu, Chen Chunan, Sun Yat-sen, You Lie, Liou Jinsheng, Lin Yishun; (fila de atrás desde la izquierda) Wu Wusou, Zhang Huadan, Zhang Ji, Chen Ruhe, Deng Ziyu, Huang Yaoting, Zhang Binggeng.

El Tongmenghui se creó mediante la unificación de la Xingzhonghui (Sociedad para la Regeneración de China) de Sun Yat-sen, la Guangfuhui (Sociedad de Restauración) y muchos otros grupos revolucionarios chinos. Entre los miembros de Tongmenghui se encontraban Huang Xing, Li Zongren, Zhang Binglin, Chen Tianhua, Wang Jingwei, Hu Hanmin, Tao Chengzhang, Cai Yuanpei, Li Shizeng, Zhang Renjie y Qiu Jin.

En 1906, tras la visita de Sun, se fundó una sucursal del Tongmenghui en Singapur; esta se denominó sucursal de Nanyang y sirvió como sede de la organización para el Sudeste Asiático. Entre los miembros de la sucursal se encontraba Wong Hong-kui (en chino tradicional, 黃康衢; pinyin, Huáng Kāngqú), Tan Chor Lam (en chino tradicional, 陳楚楠; pinyin, Chén Chǔnán; 1884-1971) y Teo Eng Hock (en chino tradicional, 張永福; pinyin, Zhāng Yǒngfú; originalmente un fabricante de zapatos de goma). Tan Chor Lam, Teo Eng Hock, y Chan Po-yin (en chino tradicional, 陳步賢; pinyin, Chén Bùxián; 1883–1965) Comenzó el periódico chino Chong Shing, relacionado con la revolución. (en chino tradicional, 中興日報; pinyin, Zhōngxīng rìbào; literalmente, ‘Diario del Renacimiento de China’), Su número inaugural se publicó el 20 de agosto de 1907 y tenía una tirada diaria de 1000 ejemplares. El periódico cerró en 1910, presumiblemente debido a la Revolución de Xinhai de 1911. En colaboración con otros cantoneses, Tan, Teo y Chan abrieron la Librería Kai Ming (en chino tradicional, 開明書報社; pinyin, Kāimíng shūbàoshè; literalmente, ‘Apertura de la librería de la sabiduría’) en Singapur. Para la revolución, Chan Po-yin recaudó más de 30.000 yuanes para la compra y el envío (de Singapur a China) de equipo militar y para cubrir los gastos de quienes viajaban de Singapur a China para realizar labores revolucionarias.

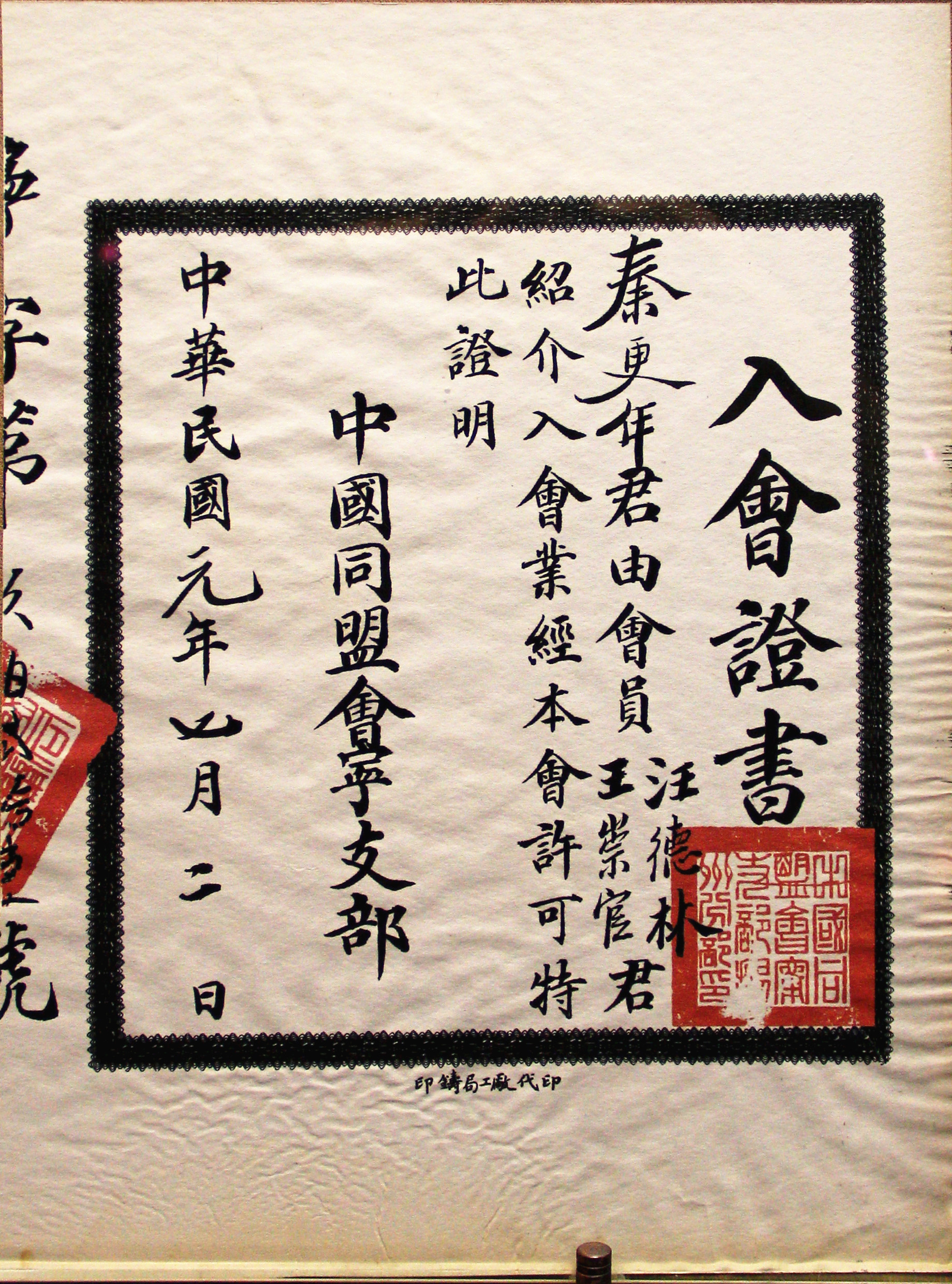
Credencial del Tongmenghui.

Entre diciembre de 1906 y abril de 1908, siete levantamientos liderados por Tongmenghui fueron derrotados por el gobierno Qing.: 38  Numerosos miembros de Tongmenghui huyeron al Sudeste Asiático.: 38  Hubo un aumento del descontento entre los miembros contra el liderazgo de Tongmenghui.: 38 
En 1909, la sede del Tongmenghui de Nanyang se trasladó a Penang. El propio Sun Yat-Sen residió en Penang de julio a diciembre de 1910. Durante este periodo, se celebró la Conferencia de Penang de 1910 para planificar el Segundo Levantamiento de Cantón. La importante Reunión Preparatoria de los partidarios del Dr. Sun Yat-Sen se celebró posteriormente en Ipoh, en la villa de Teh Lay Seng, presidente del Tungmenghui Ipoh, en Jalan Sungai Pari, para recaudar fondos. Los líderes de Ipoh fueron Teh Lay Seng, Wong I Ek, Lee Guan Swee y Lee Hau Cheong. Los líderes lanzaron una importante campaña de donaciones en toda la península malaya. Se recaudaron 47.683 dólares del Estrecho. Los Tongmenghui también iniciaron un periódico, el Kwong Wah Jit Poh, cuyo primer número se publicó en diciembre de 1910 en 120 Armenian Street, Penang.
En Henan, algunos musulmanes chinos eran miembros del Tongmenghui.

### Era republicana
Tras la ocupación de Shanghái por los revolucionarios en noviembre de 1911, el Tongmenghui trasladó su sede a Shanghái. Tras el establecimiento del Gobierno Provisional de Nanjing, la sede se trasladó a Nanjing. El 20 de enero de 1912 se celebró una asamblea general en Nanjing, a la que asistieron miles de miembros. Hu Hanmin, representante del presidente provisional Sun Yat-sen, propuso que el juramento del Tongmenghui se modificara para "derrocar al gobierno manchú, consolidar la República de China e implementar el Min Sheng Chu I". Wang Jingwei fue elegido presidente, sucediendo a Sun. Wang dimitió al mes siguiente y Sun retomó la presidencia.
Después del establecimiento de la República de China, el Tongmenghui se transformó en un partido político el 3 de marzo de 1912, en preparación para la participación en actividades constitucionales y parlamentarias. Emitió una Constitución provisional, que constaba de 34 artículos, lo que significa que tenía 10 más que la propuesta constitucional hecha cuando el Tongmenghui era una sociedad secreta. La elección de liderazgo se llevó a cabo el mismo día, con Sun Yat-sen elegido como presidente, Huang Xing y Li Yuanhung como vicepresidentes. En mayo de 1912, el Tongmenghui trasladó su sede a Pekín. En ese momento, el Tongmenghui era el partido más grande de China, con sucursales en Cantón, Sichuan, Wuhan, Shanghái, Hangzhou, Suzhou, Anqing, Fuzhou y Tianjin. Tenía una membresía de aproximadamente 550.000.En agosto de 1912, el Tongmenghui formó el núcleo del Kuomintang, el partido político gobernante de la república.

## Eslogan y lema
En 1904, combinando objetivos republicanos, nacionalistas y socialistas, el Tongmenghui ideó su objetivo político: expulsar a los gobernantes manchúes, revivir Zhonghua, establecer una república y distribuir la tierra equitativamente entre el pueblo. (en chino: 驅除韃虜, 恢復中華, 創立民國, 平均地權, romanizado: Qūchú dálǔ, huīfù Zhōnghuá, chuànglì mínguó, píngjūn dì quán). Los Tres Principios del Pueblo fueron creados en la época de la fusión de la Sociedad para la Regeneración de China y el Tongmenghui.